# 2025年女子シックス・ネイションズ・チャンピオンシップ
2025年女子シックス・ネーションズ・チャンピオンシップ（2025 Six Nations Women's Championship）は、 2025年3月22日から4月26日まで開催のラグビーユニオン「女子シックス・ネーションズ・チャンピオンシップ」である。主催はシックス・ネーションズ・ラグビー。スポンサー名「ギネス」を冠してギネス女子シックスネーションズ（Guinness Women's Six Nations）、「W6N」ともいう。イングランド、フランス、スコットランド、ウェールズ、アイルランド、イタリアの女子代表チームが参加する。

## 概要
この大会は、ホーム・ネーションズ、ファイブ・ネーションズ時代を含め、通算30回目となる。2002年にシックス・ネイションズに拡大されてからは24回目で、2007年に男子大会と同様にイタリアが参加する大会となってからは20回目となる。
この大会から大会ロゴを刷新。女子は紫色で「W6N」、男子はオレンジ色で「M6N」、U20は黄色で「U6N」をシンボルビジュアルとする。
最終節はイングランドとフランスの全勝対決となり、43-42の1点差でイングランドが勝利。イングランドは、6年連続のグランドスラム（全勝優勝）で、大会7連覇を果たした。ウェールズが2年連続のウドゥン・スプーンとなった。

## ルールやシステムの変更点
ルールやシステムについて、前回大会との大きな違いは以下の通り。前回大会で導入された「スマートマウスガード（iMG）」は引き続き用いられる。
- タッチファインダー（Touchfinder） - キックしたボールがタッチラインを超えたか否かを、ピッチ上に配置されたビーコンが正確に測定し、おもに副審の補助とするシステム[5]。ワールドラグビーU20チャンピオンシップ2023から主要大会で導入された、ボールの正確な位置を1秒間に最大20回特定しフィードバックする「スマートボール」のシステム[6]を進化させた。
- オンマイク（on mic） - レフリーに付けたマイクからの音声を、テレビ中継だけでなく試合会場内にも流し、レフリーによる決定過程を観客にも伝える[5]。2024年秋のオータム・ネーションズシリーズでも導入された。
- 20分レッドカードとフルレッドカードの選択肢 - テクニカルな違反について、国際的に試験的実施中の20分レッドカードのルールを継続。故意かつ危険な違反に対するフルレッドカードと対比して、レフリング選択を行う[5]。
- ピッチクロックの短縮 - コンバージョンキックは60秒以内、スクラムとラインアウトの形成は30秒以内[7]。
- 9番の保護 - ラック、モール、スクラムにおいて、9番の動作を邪魔しない[7]。
- TMO権限の追加 - トライ前のノックフォワード・フォワードパス・インタッチの有無や、トライ前の2フェーズでのオフサイド・モール妨害・タックル完了の有無に関して、違反を特定する権限がTMOに与えられる[7]。

## 参加チーム
| チーム         | 世界ランキング | 世界ランキング | ホーム                             | ホーム   | ホーム                   | ヘッドコーチ                 | キャプテン             |
| チーム         | 大会前         | 大会後         | スタジアム                         | 収容人数 | 都市                     | ヘッドコーチ                 | キャプテン             |
| -------------- | -------------- | -------------- | ---------------------------------- | -------- | ------------------------ | ---------------------------- | ---------------------- |
| イングランド   | 1位            | 1位            | ヨーク・コミュニティ・スタジアム   | 8,500    | ヨーク                   | ジョン・ミッチェル           | ゾーイ・オルドクロフト |
| イングランド   | 1位            | 1位            | ウェルフォード・ロード・スタジアム | 25,849   | レスター                 | ジョン・ミッチェル           | ゾーイ・オルドクロフト |
| イングランド   | 1位            | 1位            | アリアンツ・スタジアム             | 82,000   | ロンドン                 | ジョン・ミッチェル           | ゾーイ・オルドクロフト |
| フランス       | 4位            | 4位            | スタッド・マルセル・デフランドル   | 16,700   | ラ・ロシェル             | ガエル・ミニョー David Ortiz | Manaé Feleu            |
| フランス       | 4位            | 4位            | スタッド・アメデ＝ドメネク         | 13,979   | ブリーヴ＝ラ＝ガイヤルド | ガエル・ミニョー David Ortiz | Manaé Feleu            |
| アイルランド   | 6位            | 5位            | レイヴンヒル・スタジアム           | 18,196   | ベルファスト             | Scott Bemand                 | Edel McMahon           |
| アイルランド   | 6位            | 5位            | Musgrave Park                      | 8,008    | コーク                   | Scott Bemand                 | Edel McMahon           |
| スコットランド | 7位            | 7位            | エディンバラ・ラグビー・スタジアム | 7,800    | エディンバラ             | Bryan Easson                 | Rachel Malcolm         |
| イタリア       | 8位            | 8位            | Stadio Sergio Lanfranchi           | 5,000    | パルマ                   | Fabio Roselli                | Elisa Giordano         |
| ウェールズ     | 10位           | 10位           | プリンシパリティ・スタジアム       | 73,931   | カーディフ               | Sean Lynn                    | Hannah Jones           |
| ウェールズ     | 10位           | 10位           | Rodney Parade                      | 8,700    | ニューポート             | Sean Lynn                    | Hannah Jones           |

## 順位表
全試合終了時点（2025年4月27日現在）。第2節と第3節の間は、2週間あく。出典：
| 順位 | チーム         | 勝敗   | 勝敗 | 勝敗 | 勝敗 | 得点 | 得点 | 得点   | トライ | トライ   | ボーナスポイント （BP） | ボーナスポイント （BP） | ボーナスポイント （BP） | 勝ち点 (BPを含む) | 対戦相手 と スコア （青色はアウェー戦、太字は勝利した試合） | 対戦相手 と スコア （青色はアウェー戦、太字は勝利した試合） | 対戦相手 と スコア （青色はアウェー戦、太字は勝利した試合） | 対戦相手 と スコア （青色はアウェー戦、太字は勝利した試合） | 対戦相手 と スコア （青色はアウェー戦、太字は勝利した試合） |
| 順位 | チーム         | 試合数 | 勝   | 分   | 負   | 得点 | 失点 | 得失点 | トライ | 被トライ | グランドスラム          | 4トライ以上             | 7点差以内の負け         | 勝ち点 (BPを含む) | 第1節 3/22-23                                               | 第2節 3/29-30                                               | 第3節 4/12-13                                               | 第4節 4/19-20                                               | 第5節 4/26                                                  |
| ---- | -------------- | ------ | ---- | ---- | ---- | ---- | ---- | ------ | ------ | -------- | ----------------------- | ----------------------- | ----------------------- | ----------------- | ----------------------------------------------------------- | ----------------------------------------------------------- | ----------------------------------------------------------- | ----------------------------------------------------------- | ----------------------------------------------------------- |
| 1    | イングランド   | 5      | 5    | 0    | 0    | 256  | 71   | 185    | 40     | 11       | 3                       | 5                       | 0                       | 28                | 38-5                                                        | 67-12                                                       | 49-5                                                        | 59-7                                                        | 43-42                                                       |
| 2    | フランス       | 5      | 4    | 0    | 1    | 183  | 106  | 77     | 24     | 15       | 0                       | 4                       | 1                       | 21                | 27-15                                                       | 38-15                                                       | 42-12                                                       | 34-21                                                       | 42-43                                                       |
| 3    | アイルランド   | 5      | 2    | 0    | 3    | 133  | 128  | 5      | 21     | 18       | 0                       | 2                       | 1                       | 11                | 15-27                                                       | 54-12                                                       | 5-49                                                        | 40-14                                                       | 19-26                                                       |
| 4    | スコットランド | 5      | 2    | 0    | 3    | 89   | 162  | -43    | 13     | 24       | 0                       | 1                       | 0                       | 9                 | 24-21                                                       | 15-38                                                       | 17-25                                                       | 7-59                                                        | 26-19                                                       |
| 5    | イタリア       | 5      | 2    | 0    | 3    | 89   | 162  | -73    | 13     | 24       | 0                       | 1                       | 0                       | 9                 | 5-38                                                        | 12-54                                                       | 25-17                                                       | 21-34                                                       | 44-12                                                       |
| 6    | ウェールズ     | 5      | 0    | 0    | 5    | 71   | 217  | -146   | 11     | 32       | 0                       | 0                       | 1                       | 1                 | 21-24                                                       | 12-67                                                       | 12-42                                                       | 14-40                                                       | 12-44                                                       |

勝ち点の配分
- 勝利で4点、引き分けで2点。
- 「勝敗に関係なく4トライ以上獲得」もしくは「7点差以内での負け」で、ボーナスポイント(BP)1点付与（両方に該当する場合2点付与）。
- 全勝したチーム（グランドスラム）に、ボーナスポイント3点付与。これは、全勝しなくても首位になる逆転現象を防ぐ目的。
- 勝ち点が同点の場合の取り扱い
  - 勝ち点が同点の場合は、得失点差が少ないほうが上位。
  - 得失点差も同じ場合は、トライ数の多いほうが上位。
  - トライ数も同数の場合は同順位。1位が複数の場合の場合は同時優勝。

## 試合結果
出典：
「勝敗に関係なく4トライ以上獲得」や「7点差以内での負け」で、1ボーナスポイント（1 BP）付与（両方に該当する場合は、2  BP付与）。

### Round 1
| 2025年3月22日 13:00 GMT (UTC+0) GMT+9=JST | アイルランド                              | 15-27                          | フランス | レイヴンヒル・スタジアム, ベルファスト, アイルランド レフリー: Hollie Davidson（スコットランド） |
| 2025年3月22日 13:00 GMT (UTC+0) GMT+9=JST | T: Aoife Wafer(21', 66'), Neve Jones(45') | タイムライン 選手一覧 レポート | T: Gabrielle Vernier(06'), Marine Menager(17'), Emilie Boulard(73') G: Morgane Bourgeois(07', 18', 74') PG: Morgane Bourgeois(32', 71') | レイヴンヒル・スタジアム, ベルファスト, アイルランド レフリー: Hollie Davidson（スコットランド） |

| 2025年3月22日 16:45 GMT (UTC+0) GMT+9=JST | スコットランド                                                                                              | 24-21                          | ウェールズ (1 BP)                                                                              | エディンバラ・ラグビー・スタジアム, エディンバラ, スコットランド レフリー: Kat Roche（アメリカ合衆国） |
| 2025年3月22日 16:45 GMT (UTC+0) GMT+9=JST | T: Sarah Bonar(35'), Emma Orr(43'), Leah Bartlett(64') G: Helen Nelson(36', 44', 64') PG: Helen Nelson(16') | タイムライン 選手一覧 レポート | T: Carys Phillips(04'), Abbie Fleming(52'), Gwenllian Pyrs(73') PG: Keira Bevan(05', 53', 74') | エディンバラ・ラグビー・スタジアム, エディンバラ, スコットランド レフリー: Kat Roche（アメリカ合衆国） |

| 2025年3月23日 15:00 GMT (UTC+0) GMT+9=JST | (1 BP) イングランド | 38-5                           | イタリア                   | ヨーク・コミュニティ・スタジアム, ヨーク, イングランド レフリー: Precious Pazani（ジンバブエ） |
| 2025年3月23日 15:00 GMT (UTC+0) GMT+9=JST | T: Mia Venner(03'), Emily Scarratt(06'), Claudia MacDonald(28'), Amy Cokayne(37'), Emma Sing(78') G: Emma Sing(04', 07', 38') | タイムライン 選手一覧 レポート | T: Francesca Sgorbini(33') | ヨーク・コミュニティ・スタジアム, ヨーク, イングランド レフリー: Precious Pazani（ジンバブエ） |

### Round 2
| 2025年3月29日 14:00 CET (UTC+1) CET+8=JST | (1 BP) フランス | 38-15                          | スコットランド                                                                | スタッド・マルセル・デフランドル, ラ・ロシェル, フランス レフリー: Lauren Jenner（スコットランド） |
| 2025年3月29日 14:00 CET (UTC+1) CET+8=JST | T: Carla Arbez(11'), Teani Feleu(60'), Seraphine Okemba(63'), Morgane Bourgeois(67') G: Morgane Bourgeois(12', 61', 68') PG: Morgane Bourgeois(08', 24', 44') DG: Pauline Bourdon Sansus(50') | タイムライン 選手一覧 レポート | T: Emma Orr(37'), Elis Martin(81') G: Helen Nelson(37') PG: Helen Nelson(54') | スタッド・マルセル・デフランドル, ラ・ロシェル, フランス レフリー: Lauren Jenner（スコットランド） |

| 2025年3月29日 16:45 GMT (UTC+0) GMT+9=JST | ウェールズ                                                   | 12-67                          | イングランド (1 BP) | ミレニアム・スタジアム, カーディフ, ウェールズ レフリー: Clara Munarini（イタリア） |
| 2025年3月29日 16:45 GMT (UTC+0) GMT+9=JST | T: Jenni Scoble(05'), Kate Williams(58') G: Keira Bevan(06') | タイムライン 選手一覧 レポート | T: Maddie Feaunati(10', 26'), Megan Jones(12'), Sarah Bern(18'), Ellie Kildunne(47', 53', 55'), Abby Dow(67', 76'), Abi Burton(72', 80') G: Zoe Harrison(11', 13', 19', 48', 73', 81') | ミレニアム・スタジアム, カーディフ, ウェールズ レフリー: Clara Munarini（イタリア） |

| 2025年3月30日 16:00 CEST (UTC+2) CEST+7=JST | イタリア                                                           | 12-54                          | アイルランド (1 BP) | Stadio Sergio Lanfranchi, パルマ, イタリア レフリー: Ella Goldsmith（ウェールズ） |
| 2025年3月30日 16:00 CEST (UTC+2) CEST+7=JST | T: Sofia Stefan(13'), Beatrice Rigoni(66') G: Beatrice Rigoni(67') | タイムライン 選手一覧 レポート | T: Aoife Dalton(01'), Anna McGann(07', 24', 81'), Amee-Leigh Costigan(19'), Linda Djougang(53'), Dorothy Wall(64'), Brittany Hogan(78') G: Dannah O'Brien(02', 08', 20', 25', 54', 79', 81') | Stadio Sergio Lanfranchi, パルマ, イタリア レフリー: Ella Goldsmith（ウェールズ） |

### Round 3
| 2025年4月12日 13:45 CEST (UTC+2) CEST+7=JST | (1 BP) フランス | 42-12                          | ウェールズ                                                 | スタッド・アメデ＝ドメネク, ブリーヴ＝ラ＝ガイヤルド, フランス レフリー: Holly Wood（イングランド） |
| 2025年4月12日 13:45 CEST (UTC+2) CEST+7=JST | T: Emilie Boulard(04', 15'), Manon Bigot(40'), Manae Feleu(43'), Lea Champon(78') G: Morgane Bourgeois(05', 16', 41', 44', 79') | タイムライン 選手一覧 レポート | T: Kate Williams(09'), Gwen Crabb(22') G: Keira Bevan(22') | スタッド・アメデ＝ドメネク, ブリーヴ＝ラ＝ガイヤルド, フランス レフリー: Holly Wood（イングランド） |

| 2025年4月12日 16:45 WEST (UTC+1) WEST+8=JST | アイルランド                | 5-49                           | イングランド (1 BP) | Musgrave Park, コーク, アイルランド レフリー: Aurelie Groizeleau（フランス） |
| 2025年4月12日 16:45 WEST (UTC+1) WEST+8=JST | T: Amee-Leigh Costigan(24') | タイムライン 選手一覧 レポート | T: Morwenna Talling(34'), Zoe Harrison(48'), Megan Jones(52'), Sarah Bern(57', 66'), Ellie Kildunne(70'), Kelsey Clifford(74') G: Zoe Harrison(34', 49', 53', 58', 67', 70'), Holly Aitchison(75') | Musgrave Park, コーク, アイルランド レフリー: Aurelie Groizeleau（フランス） |

| 2025年4月13日 15:00 WEST (UTC+1) WEST+8=JST | スコットランド                                                                        | 17-25                          | イタリア (1 BP)                                                                                    | エディンバラ・ラグビー・スタジアム, エディンバラ, スコットランド レフリー: Aimee Barrett-Theron（南アフリカ共和国） |
| 2025年4月13日 15:00 WEST (UTC+1) WEST+8=JST | T: Chloe Rollie(13'), Evie Gallagher(44'), Francesca McGhie(73') G: Helen Nelson(14') | タイムライン 選手一覧 レポート | T: Francesca Sgorbini(23'), Aura Muzzo(29', 77'), Vittoria Ostuni Minuzzi(55'), Alyssa D'Inca(65') | エディンバラ・ラグビー・スタジアム, エディンバラ, スコットランド レフリー: Aimee Barrett-Theron（南アフリカ共和国） |

### Round 4
| 2025年4月19日 14:00 CEST (UTC+2) CEST+7=JST | イタリア                                                                                         | 21-34                          | フランス (1 BP) | Stadio Sergio Lanfranchi, パルマ, イタリア レフリー: Sara Cox（イングランド） |
| 2025年4月19日 14:00 CEST (UTC+2) CEST+7=JST | T: Vittoria Vecchini(17'), Aura Muzzo(25'), Silvia Turani(38') G: Michela Sillari(18', 25', 40') | タイムライン 選手一覧 レポート | T: Joanna Grisez(01'), Morgane Bourgeois(28'), Romane Menager(53'), Marine Menager(77'), Alexandra Chambon(79') G: Morgane Bourgeois(02', 54', 78') PG: Morgane Bourgeois(42') | Stadio Sergio Lanfranchi, パルマ, イタリア レフリー: Sara Cox（イングランド） |

| 2025年4月19日 16:45 WEST (UTC+1) WEST+8=JST | (1 BP) イングランド | 59-7                           | スコットランド                            | ウェルフォード・ロード・スタジアム, レスター, イングランド レフリー: Clara Munarini（イタリア） |
| 2025年4月19日 16:45 WEST (UTC+1) WEST+8=JST | T: Kelsey Clifford(05'), Marlie Packer(16'), Zoe Aldcroft(20'), Claudia MacDonald(26', 49'), Abbie Ward(33'), Lark Atkin-Davies(40'), Abby Dow(73', 78') G: Holly Aitchison(06', 17', 21', 27', 34', 41', 50') | タイムライン 選手一覧 レポート | T: Lisa Thomson(57') G: Helen Nelson(58') | ウェルフォード・ロード・スタジアム, レスター, イングランド レフリー: Clara Munarini（イタリア） |

- イングランドは、ウェールズ・アイルランド・スコットランドに勝利し、9年連続（2021年は除外）のトリプルクラウンを達成した[23]。

| 2025年4月20日 15:00 WEST (UTC+1) WEST+8=JST | ウェールズ                                                    | 14-40                          | アイルランド (1 BP) | Rodney Parade, ニューポート, ウェールズ レフリー: Lauren Jenner（ニュージーランド→イタリア） |
| 2025年4月20日 15:00 WEST (UTC+1) WEST+8=JST | T: Carys Cox(06'), Hannah Bluck(58') G: Keira Bevan(06', 59') | タイムライン 選手一覧 レポート | T: Linda Djougang(19', 53'), Aoife Wafer(29', 62'), Dorothy Wall(41', 43') G: Dannah O'Brien(20', 30', 54'), Enya Breen(42', 63') | Rodney Parade, ニューポート, ウェールズ レフリー: Lauren Jenner（ニュージーランド→イタリア） |

### Round 5
| 2025年4月26日 12:15 WEST (UTC+1) WEST+8=JST | スコットランド                                                                                                   | 26-19                          | アイルランド                                                                                  | エディンバラ・ラグビー・スタジアム, エディンバラ, スコットランド レフリー: Natarsha Ganley（ニュージーランド） |
| 2025年4月26日 12:15 WEST (UTC+1) WEST+8=JST | T: Lana Skeldon(24'), Emma Orr(41'), Rachel McLachlan(57'), Francesca McGhie(80') G: Helen Nelson(42', 58', 81') | タイムライン 選手一覧 レポート | T: Amee-Leigh Costigan(10'), Linda Djougang(48'), Emily Lane(71') G: Dannah O'Brien(10', 72') | エディンバラ・ラグビー・スタジアム, エディンバラ, スコットランド レフリー: Natarsha Ganley（ニュージーランド） |

| 2025年4月26日 16:45 WEST (UTC+1) WEST+8=JST | (1 BP) イングランド | 43-42                          | フランス (2 BP) | アリアンツ・スタジアム, ロンドン, イングランド レフリー: Maggie Cogger-Orr（カナダ） |
| 2025年4月26日 16:45 WEST (UTC+1) WEST+8=JST | T: Abby Dow(03', 57'), Emma Sing(07', 17'), Lark Atkin-Davies(11'), Claudia MacDonald(22'), Zoe Aldcroft(48') G: Zoe Harrison(08', 18', 23', 49') | タイムライン 選手一覧 レポート | T: Carla Arbez(05'), Pauline Bourdon Sansus(28'), Marine Menager(37'), Kelly Arbey(50'), Morgane Bourgeois(69'), Joanna Grisez(78') G: Morgane Bourgeois(06', 29', 38', 51', 70', 79') | アリアンツ・スタジアム, ロンドン, イングランド レフリー: Maggie Cogger-Orr（カナダ） |

- イングランドは、6年連続の全勝（グランドスラム）で、大会7連覇を果たした

| 2025年4月27日 12:30 CEST (UTC+2) CEST+7=JST | (1 BP) イタリア | 44-12 | ウェールズ                                                     | Stadio Sergio Lanfranchi, パルマ, イタリア レフリー: Sara Cox（イングランド） |
| 2025年4月27日 12:30 CEST (UTC+2) CEST+7=JST | T: Sofia Stefan(16'), Francesca Granzotto(53', 77'), Silvia Turani(57'), Vittoria Ostuni Minuzzi(63'), Aura Muzzo(81') G: Michela Sillari(17', 53', 58', 81') PG: Michela Sillari(22', 48') |       | T: Kate Williams(09'), Gwenllian Pyrs(41') G: Keira Bevan(42') | Stadio Sergio Lanfranchi, パルマ, イタリア レフリー: Sara Cox（イングランド） |

- ウェールズが2年連続のウドゥン・スプーンとなった[3]。